# ریچارد استیونز
ویلیام ریچارد استیونز (به انگلیسی: William Richard (Rich) Stevens) (زاده ۵ فوریه ۱۹۵۱ در زامبیای کنونی - درگذشته اول سپتامبر ۱۹۹۹) نویسنده کتاب‌هایی در زمینه علوم رایانه و بخصوص در زمینه یونیکس و TCP/IP بود.

## زندگینامه
ریچارد استیوز در سال ۱۹۵۱ در Luanshya, Northern Rhodesia به دنیا آمد که امروزه در زامبیا قرار دارد. پدر او در آنجا در کار صنعت مس بود. خانواده آن‌ها بعدها به سالت‌لیک‌سیتی، هرلی، نیومکزیکو، واشینگتن، دی.سی. و Phalaborwa, South Africa مهاجرت کردند. استیونز در وینزبورو، ویرجینیا، در مدرسه Fishburne Military School تحصیل کرد. او در سال ۱۹۷۳ مدرک لیسانس خود را در رشتهٔ مهندسی هوافضا از دانشگاه میشیگان دریافت کرد. استیوز سپس مدرک فوق لیسانس (۱۹۷۸) و دکترای (۱۹۸۲) خود را در رشته مهندسی سامانه‌ها از دانشگاه آریزونا دریافت کرد. او در سال ۱۹۷۵ به توسان رفت و در آنجا به استخدام Kitt Peak National Observatory درآمد و تا سال ۱۹۸۲ در آنجا به عنوان برنامه‌نویس رایانه مشغول به کار بود. از سال ۱۹۸۲ تا ۱۹۹۰، او معاون رئیس سرویس‌های رایانه‌ای در Health Systems International در نیوهیون، کنتیکت بود. استیون در سال ۱۹۹۰ به توسان برگشت و در آنجا حرفهٔ کاری خود را به عنوان نویسنده و مشاور ادامه داد. استیونز همچنین خلبانی مشتاق و مدرس نیمه‌وقت پرواز در دهه ۱۹۷۰ میلادی بود.
استیونز در ۱ سپتامبر ۱۹۹۹ و در سن ۴۸ سالگی از دنیا رفت. انجمن یوزنیکس پس از مرگ او و در سال ۲۰۰۰، جایزه یک عمر دستاورد را به او اهدا کرد.

## کتاب‌ها
- ۱۹۹۰ - برنامه‌نویسی شبکه در یونیکس - شابک ‎۰−۱۳−۹۴۹۸۷۶−۱
- ۱۹۹۲ - برنامه‌نویسی پیشرفته در محیط یونیکس - شابک ‎۰−۲۰۱−۵۶۳۱۷−۷
- ۱۹۹۴ - TCP/IP مصور، جلد ۱: پروتکل‌ها - شابک ‎۰−۲۰۱−۶۳۳۴۶−۹
- ۱۹۹۵ - TCP/IP مصور، جلد ۲: پیاده‌سازی (به همراه گری رایت) - شابک ‎۰−۲۰۱−۶۳۳۵۴-X
- ۱۹۹۶ - TCP/IP مصور، جلد ۳: TCP for Transactions، HTTP، NNTP، و یونیکس - شابک ‎۰−۲۰۱−۶۳۴۹۵−۳
- ۱۹۹۸ - برنامه‌نویسی شبکه در یونیکس، جلد ۱، ویرایش دوم: ای‌پی‌آی‌های شبکه: سوکت‌ها و XTI - ISBN 0-13-490012-X
- ۱۹۹۹ - برنامه‌نویسی شبکه در یونیکس، جلد ۲، ویرایش دوم: ارتباط بین فرایندی - شابک ‎۰−۱۳−۰۸۱۰۸۱−۹
- ۲۰۰۳ - برنامه‌نویسی شبکه در یونیکس جلد ۱، ویرایش سوم: رابط شبکه سوکت‌ها - شابک ‎۰−۱۳−۱۴۱۱۵۵−۱ (به همراه بیل فنر، و اندرو رودف)
- ۲۰۰۵ - برنامه‌نویسی پیشرفته در محیط یونیکس، ویرایش دوم - شابک ‎۰−۳۲۱−۵۲۵۹۴−۹ (به همراه استیفن راگو)
- ۲۰۱۱ - TCP/IP مصور، جلد ۱: پروتکل‌ها (ویرایش دوم) - شابک ‎۰−۳۲۱−۳۳۶۳۱−۳ (به همراه کوین فال)
- ۲۰۱۳ - برنامه‌نویسی پیشرفته در محیط یونیکس، ویرایش سوم - شابک ‎۰−۳۲۱−۶۳۷۷۳−۹ (به همراه استیفن راگو)